# قانون إدارة تحسين الدواء والغذاء
وقع جورج دبليو بوش رئيس الولايات المتحدة علي قانون تحسين إدارة الدواء والغذاء عام 2007 في 27 سبتمبر. بهذا القانون قد تم مراجعة وتوسيع وتأكيد العديد من الأجزاء الشرعية التي تخص إدارة الغذاء والدواء. هذه التغيرات تسمح لعمل العديد من المراجعات الشاملة لإمكانية الأدوية والأجهزة الجديدة. كان برعاية الممثلين كلا من جو بارتون وفرانك بالون وتم الموافقة عليه بالإجماع من مجلس الشيوخ.
هذا القانون أصبح له السلطة لفرض ضرائب علي الشركات التي تطلب الموافقة علي الأدوية وزود القواعد الخاصة بأدوية الأطفال ونشأ برنامج لمراجعة عملية شفاء المرض بهذا الدواء.

## تحسين رسوم مستخدمي وصفات الأدوية
قانون تحسين الطعام والدواء والمنتجات التجميلية الفيدرالية لكي يتضمن مراجعة تطبيق الدواء فاعليات الأمان بعد التسويق. هذا يتضمن تطوير واستخدام انظمة لجمع البيانات وادوات تحليلة متطورة لتقييم مشاكل الامان وتقديم صورة واضحة للبيانات الخاصة بالاثار الجانبية وتقارير عن الشئون الخاصة بالسلامة.
أيضا تم إعادة تفويض قانون رسوم مستخدمي الوصفات الطبية. تم سن هذا القانون في عام 1992 ليسمح لمنظمة إدارة الطعام والدواء بجمع الرسوم من شركات الأدوية حين التقديم علي موافقة خاصة بالدواء. ومنذ هذا الوقت تم سنه ثلاث مرات; الأولي في عام 1997 ثم في عام 2002 والأكثر حداثة كان في عام 2007 بعد الموافقة عليه.
إن الغرض من هذه الرسوم هو تزويد منظمة إدارة الطعام والدواء بموارد والتي تساعدهم بكفاءة علي مراجعة الأدوية الجديدة المحتملة. سيتم تمديد اخر إصدار للقانون علي السياسة السابقة. يهدف ألي توسيع وتحديث برنامج سلامة الدواء، ايجاد موارد أكثر للإعلانات التلفزيونية، والسماح نظريا للمنظمة بالمراجعة الأكثر فاعلية والموافقة علي الأدوية الجديدة الأمنة والفعالة للمستهلكين.
إنه يتطلب من المنظمة أيضا، من خلال صلاحية  سكرتير خدمات الصحة والسكان إرجاع جزء من الرسوم للمتقدم بالطلب إذا تم سحب الطلب بدون تنازل قبل الإيداع.
يضع أيضا أربعة قواعد خاصة للأدوية التي تحتوي علي مجموعات مشعة (بوزيترون)، ويتضمن إخضاع المتقدم علي دفع سدس الرسوم.
يعفي أيضاً الأدوية أو المنتجات الحيويية الموافق عليها من الرسوم إذا كانت مصنعة لمرض نادر إذا تواجدت المواصفات، وأيضا يجب أن تكون بحوزة شركة لها إيرادات كبيرة.

## تحسين رسوم مستخدمين الأجهزة الطبية
تعبر عن رسوم الأجهزة الطبية. 30 يوم من الملاحظة يعتبر الوقت المتخذ للموافقة علي طلب لعمل تعديلات علي طرق تصنيع أو الطرق التي تؤثر علي سلامة وفاعلية الجهاز.
تؤدي الي تغيير في رسوم جهاز طبي والتي تضمن رسوم لفترة الملاحظة، طلب لتقسيم المعلومات، وتقرير دوري لاجهزة مجموعة 3. أيضا يزود سلطة الاشخاص المعتمدين ليراجعو تقارير الاجهزة وايضا يعطوا توصيات للمنظمة تخص تقسيم الاجهزة.
يتطلب تسجيل سنوي من أي مؤسسة في دول اجنبية تدخل في التصنيع سواء لدواء أو جهاز يتم استيراده للولايات المتحدة.

## قانون تحسين وسلامة الاجهزة الطبية الخاصة بالأطفال
يتطلب استمارات للإعفاء عن الجهاز: استمارة للمواففة قبل التسويق له، أو إتفاقية تطوير المنتج لهذا الجهاز الطبي، ووصفة للأطفال الذين يعانون من المرض المخصص له الجهاز إذا أمكن، وعدد المصابين من الأطفال.
يتتطلب من المنظمة أن تعطي تقرير سنوي للجان الي تضم: عدد الاجهزة الموافق عليها في السنة السابقة الخاصة بالأطفال الذين يعانون من المرض، عدد الأجهزة الموافق عليها والتي تستخدم للأطفال، عدد الأجهزة المعفيه من الرسوم الموافق عليها، مراجعة كل جهاز موافق عليه.
يعطي الحق أيضا للمنظمة بأن تحدد أن البيانات الخاصة بالأجهزة يمكن أن تستخدم لدعم الكفاءة الخاصة بالأطفال إذا كان المرض والتأثير الخاص بالجهاز متماثل في البالغين والأطفال.
أيضا يتم إخراج الشخص الممنوح هذا الجهاز من المنع من بيع الجهاز بمبلغ يفوق الأبحاث والتطوير وقطع الغيار وتكاليف التوزيع إذا: 1- إذا كان الجهاز يستخدم لعلاج أو تشخيص مرض أو حالة تحدث للأطفال، 2- إذا لم يتم الموافقة علي الجهاز للأطفال قبل تشريع هذا القانون، 3- عدد الاجهزة الموزعة لا يتعدي عدد التوزيع السنوي المحدد بواسطة السكرتير، 4- طلب الإعفاء تم تقديمه في الأول من أكتوبر أو قبله عام 2012.

## قانون راس المال الخاص بأبحاث الأطفال لعام 2007
يتطلب متقدم يسعي لتأجيل اخضاع بعضا وكل تقديرات السلامة والكفاءة لدواء جديد أو منتج حيوي ليقدم للمنظمة جدول زمني خاص بإكمال الدراسات. أيضا يضع متطلبات التقرير السنوي للمتقدم لهذه الموافقة.
يتطلب متقدم يسعي لتنازل عن اخضاع الجهاز للمتطلبات والتي لا يستطيع الآن يطورها، ويقدم تقرير مفصل بالاسباب. أيضا يعطي السلطة للمنظمة ان تطلب اخضاع للتقارير إذا وجد السكرتير انا وضع العلامات الكافية يمكن ان تفيد المرضي من الأطفال أو عدم وجود العلامات الكافية يمكن انا يظهر خطر كبير.

## قانون أفضل الأدوية للأطفال عام 2007
يعمل علي تحسين قانون الأطعمة والأدوية والمنتجات التجميلية الفيدرالية لمراجعة المؤن تبعا لحصرية السوق لدراسة أدوية الأطفال الجديدة أو الموافق عليها، ويتضمن أيضا تغيير مفهوم «دراسات أمراض الأطفال» ليعطي السلطة للسكرتير بأن يضم الدراسات ما قبل السريرية، وبأن يطلب أن الدراسات يجب أن تكون مكتملة باستخدام تحضيرات دقيقة لكل فئة عمرية، وبأن تمنع المنظمة من مد فترة احتكار السوق أكثر من تسعة شهور قبل انتهاء فترة الصلاحية.
يتطلب متقدم لا يوافق علي طلب الدراسات ليتقدم للسكرتير بالأسباب مثل عدم القدرة علي التطوير، ويتطلب أيضا متقدم يوافق علي طلب تزويد السكرتير بكل الامور المعاكسة التي تحدث بعد التسويق الخاص بالدواء
يوجه المنظمة ان: 1- تحرر ملاحظة تعرف وصفة أي دواء والدراسات والسلامة والكفاءة بالنسبة للاطفال إذا لم يتم تقديم الوصفة في خلال عام بعد تحديد مدة احتكار السوق، 2- استخدام لجنة المراجعة الداخلية لمراجعة كل طلبات الدراسات، 3- جعل المعلومات متاحة، 4- تطلب ان تتضمن العلامة الموضوعة علي المنتج معلومات عن النتائج وسلامة وكفاءة الدواء، 5- تتضمن بأن كل النتائج العكسية تم تسليمها للمكتب الطبي،
انه يصف أعمال المنظمة إذا كان الدراسات غير مكتملة وإذا كان هناك احتياج آخر للمعلومات الخاصة باستخدام الدواء.
يطلب من اللجنة الخاصة بالأطفال الموجودة بلجنة ادوية الاورام أن تقدم توصيات للجنة المراجعات الداخلية التي تراجع متطلبات البحث بالمقارنة مع العلاج.
تخدم شبكة المحاولات كطريقة للأبحاث التي تحصل علي براءه اختراع مواكبة لأهداف القانون لضمان الدقة.

## مؤسسة ريغان أودال
تأسست المؤسسة لإدارة الطعام والدواء كمؤسسة غير ربحية لتعزيز مهمة المنظمة لتحسين المنتجات وتسريع الابتكار وتحسين سلامة المنتج.
يتطلب من المؤسسة أن : 1- تعريف احتياجات التطوير والتصنيع وتقييم السلامة والكفاءة للمنتجات، 2- وضع الأهداف والأولويات، 3- تعريف الأبحاث الفيدرالية وبرامج التطوير وتقليل التكرار، 4- اعطاء المنح للعلماء والاحزاب لتطوير الأهداف بكفاءة وفعالية 5- تزويد الأهداف والمعلومات العلمية للمنظمة والمؤسسات الفيدرالية الأخرى.
يتطلب من المنظمة تأسيس مكتب للمدير العلمي لكي : 1- مراجعة وإدارة والتأكد من الجودة والتركيز المستمر للمنظم علي برامج الأبحاث الجماعية،
2- تعقب وإدارة جوائز الأبحاث الجماعية الممنوحة بواسطة كل من المنظمة والمكتب العلمي، 3- تطوير وتأييد الميزانية لدعم البحث الجماعي، 4- تطوير عملية المراجعة المناظرة والتي بها يمكن للبحث الجماعي ان يقيّم، 5- تعريف وبث كيفية طلب البحث العلمي في المنظمة، 6- تطوير مقاييس سلامة إضافية بعد عملية التسويق.

## تعارض المصالح
وضع حدود لمن يمكن انا يخدم في اللجنة الاستشارية بالمنظمة. انها تحث المنظمة علي وضع خطط للعائدات الفعالة للأعضاء في اللجان الاستشارية وايضا لكي تراجع التقرير المالي النهائي للفرد.
تمنع أي عضو من اللجنة من المشاركة إذا كان له مصلحة مالية إلا إذا كان العضو منح تنازل لكي يتحمل نفقة تخصص اللجنة. عدد التنازلات محدودة وتقل طبقا لنسبة أعضاء اللجنة عبر السنين.

## بيانات المحاولات السريرية
وفقا لتسجيلات المحاولات السريرية الخاصة بالولايات المتحدة. يعمل على تحسين قانون خدمة الصحة العامة ليطلب من المنظمة العمل من خلال مدير معهد الصحة العالمي وتوسيع تسجيل بيانات بنك المحاولات السريرية. يتطلب من المدير ان يضمن ان البنك متاح للجميع عبر الإنترنت ويتطلب من المنظمة أن  تضمن أن البنك يحتوي على روابط المعلومات الناتجة لهذه المحاولات والتي تكون القاعدة الأولية للكفاءة أو تستخدم بعد الموافقة علي الدواء أو الجهاز.

## تطوير السلطة وفقا لسلامة الدواء بعد تسويقه
تمنع الشخص المسؤل  من تجارة الدواء الجديد بين الدول إذا كان الشخص انتهك واحدة من المتطلبات.
أيضا تعطي السلطة للمنظمة بأن تطلب من الشخص المسؤول عن الدواء انا يزود دراسة بعد الموافقة لتقييم خطر معروف أو اشارات لخطر شديد أو لكي يعرف خطر شديد غير متوقع، وأن تطلب أيضا دراسة ما بعد الموافقة أو محاولة سريرية لدواء موافق عليه إذا كان السكرتير علي دراية بمعلومات الأمان، وأن تعطي امر للشخص المسؤول أو للشخص المنتظر الموافقة لكي لكي يغيير الملصق ليضع معلومات السلامة الجديدة.
تمنع الشخص من تجارة الدواء الجديد أو المنتج الحيوي بين الدول والتي تتطلب تقييم الخطر وخطة التقليل إذا فشل الشخص في المحافظة على الالتزام بالمتطلبات.
يتطلب عرض تقييم للخطر وإدارة الخطة ليتضمن جدول زمني لتقيين الخطة ويسمح للمنظمة بان تتطلب خطة تتضمن عناصر إضافية وتوزيع لكل مريض علي حسب دليل الدواء وادراج صفقة كل مريض، وخطة صحية للتواصل وضمان الاستخدام الأمن.
تؤسس أيضا مجلس مراقبة أمانة الدواء. تعطي السلطة للمنظمة بان تطلب اخضاع أي اعلان تجاري للدواء للمراجعة قبل النشر ولكي تعطي توصييات وفقاً للمعلومات التي تتضمن مطلق الدواء أو الملخص في الإعلان ولكن لا تطلب تغييرات، وتطلب ايضاً ان يتضمن الإعلان الإفصاح عن بعض الأخطار.
تطلب أيضا من المنظمة ان تضع قاعدة للمحاولات السريرية الخاصة بالمضادات الحيوية.
تمنع التجارة بين الدول التي تحتوي علي دواء مرخص ومنتج حيوي مرخص أو ادوية أخرى أو منتجات حيوية مضافة، الا إذا كان الدواء أو المنتج  تم وضعه للحصول علي موافقة وترخيص أو تقارير سريرية، وافقت المنظمة علي استخدام ادوية معينة أو منتجات حيوية في الطعام أو استخدام الدواء والمنتجات الحيوية لتحسين السلامة أو مواد حافظة التي ليس لها دور حيوي أو تأثير طبي والاستخدام يكون آمن مع قواعد محددة.
تطلب من المنظمة وضع معايير لضمان تزويد الدواء ضد التزوير  والغش أو الدواء المنتهي الصلاحية، وتحسيين المعايير لتعريف وإعطاء الصلاحية لوصفات الدواء، وأيضا لتطوير عدد من المعايير الخاصة بالوصفات الطبية، ولتوسيع الموارد والتسهيلات لضمان توفير الدواء.
يتطلب من اللجنة الاستشارية في خطر التواصل ان تعطي مراجعة شاملة وبصفة دورية علي أنواع مخاطر المعلومات المزودة علي الموقع وان تعطي توصييات للمنظمة لكي تعمل مع أحزاب خارجية لتسيهل التواصل عند الخطر.
تطلب تحرير معلومات معينة خاصة بطلب دواء جديد علي الموقع، تتضمن مستندات خاصة بالمراجعة والملخص. تنص ايضاً علي أن مراجع
تنص أيضا علي ان يؤخذ المراجعة العلمية انه عمل المراجع وتمنع تدخل أي شخص بعد انتهائه.
تطلب من المنظمة ايضاً ان تحرر قائمة لكل الادوية المرخصة علي الموقع وتجددها باستمرار.

## سلامة الطعام
يتطلب من المنظمة ان تعمل مع الشركات والمنظمات المحترفة والمنظمات الأخرى اثناء طلب الطعام بادارة
لجمع معلومات واستخدام الشبكات الموجودة لتحسين الجودة واسراع التواصل العام، ونشر معلومات تخص جمع الطعام علي موقع المنظمة.
يتطلب من المنظمة العمل مع ولايات للمساعدة في تحسين سلامة الطعام. يتطلب شخص مسؤل الذي يحدد مقالة الطعام التي ترفع للمنظمة في خلال 24 ساعة وللتحري عن سبب الغش إذا كان يخص الشخص المسؤول. يتطلب ايضاً من المنظمة أن تبلغ فورا السكرتير إذا كان الطعام تم غشّه.
يتطلب أيضا من المنظمة أن تعطي تقرير إذا حدث أي خطر بيئي يخص الهندسة الوراثية للطعام البحري وتضع متطلبات طبقا للمنظمة.

## الأحكام الأخرى
يتطلب من المنظمة تعريف والتحديث الدوري للتركيزات المعرضة للخطر (قيم محددة والتي تتصف بانها عرضة للعدوي بالبكتريا سواء مقاومة متوسطة أو كليا نسبة للدواء). يتطلب أيضا عقد اجتماع عمومي بخصوص الأمراض المعدية المحتملة المؤهلة للحصول علي المنح المتاحة والعقود نحن قانون أدوية الأمراض النادرة أو حوافز التطوير الأخري، وأيضاَ تحسين القانون السابق لإعادة التفويض بشأن المنح والعقود لتحمل تكاليف الاختبارات لتحسين الأدوية، والأجهزة الطبية، والأغذية الطبية للأمراض النادرة.
***يسمح للمتقدم بدواء لا يوجد به مركبان منعكسان ويوجد به جزئ فردي يوجد في دواء «راسيمك» مصدق عليه في طلب أخر .
يتطلب من سكرتير خدمات الصحة والسكان بأن يوقع عقد مع معهد الطب لتسليم دراسة للتقييم الشامل للأمان والجودة بخصوص الاختبارات الوراثية وتجهيز تقرير يتضمن توصيات لتحسين المراقبة والنظام الفيدرالي لهذه الاختبارات.